# Chorizanthe brevicornu
Chorizanthe brevicornu Torr. – gatunek rośliny z rodziny rdestowatych (Polygonaceae Juss.). Występuje naturalnie w północno-zachodnim Meksyku (w stanach Kalifornia Dolna i Sonora) oraz południowo-zachodnich Stanach Zjednoczonych (w Kalifornii, Oregonie, Idaho, Nevadzie, Utah, Arizonie i Nowym Meksyku).

## Morfologia

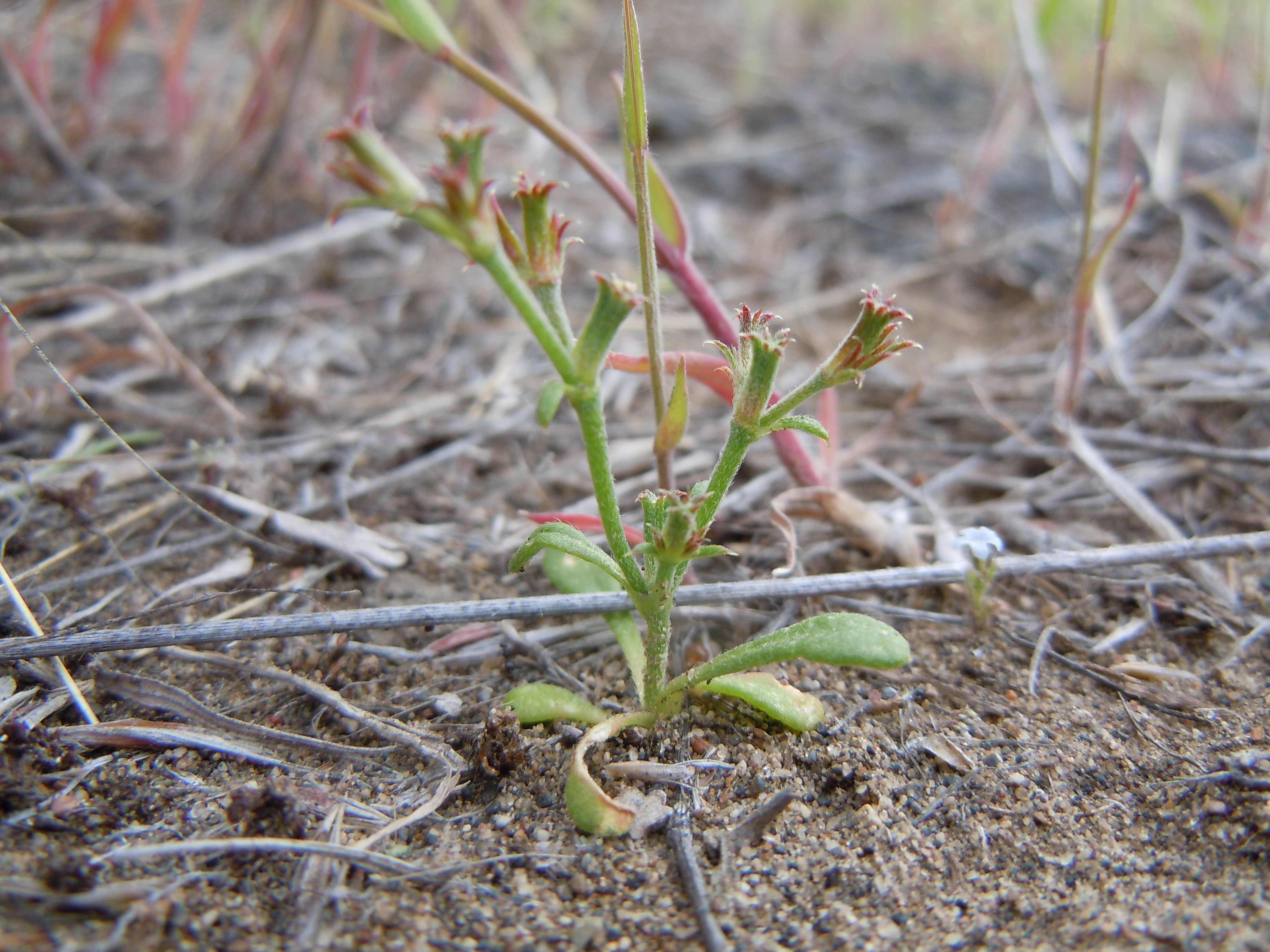
Pokrój gatunku

PokrójRoślina jednoroczna dorastająca do 5–30 cm wysokości. Pędy są owłosione.
LiścieBlaszka liściowa liści odziomkowych ma kształt od odwrotnie lancetowatego do eliptycznego lub łyżeczkowatego. Mierzy 15–30 mm długości oraz 1–10 mm szerokości. Ogonek liściowy jest owłosiony i osiąga 5–20 mm długości.
KwiatyZebrane w wierzchotki jednoramienne, rozwijają się na szczytach pędów. Okwiat ma obły kształt i białawą barwę, mierzy do 3–4 mm długości.
OwoceNiełupki o kulistym kształcie, osiągają 3–4 mm długości.

## Biologia i ekologia
Rośnie w lasach sosnowych, zaroślach, na łąkach oraz terenach skalistych. Występuje na wysokości do 3000 m n.p.m. Kwitnie od lutego do lipca.

## Zmienność
W obrębie tego gatunku wyróżniono jedną odmianę:
- Chorizanthe brevicornu var. spathulata (Small ex Rydb.) C.H.Hitchc.